# Napoli Basketball
Il Napoli Basketball è stata una società di pallacanestro, fondata nel 2011 da Salvatore Calise.

## Storia
Il Napoli Basketball ha esordito nella DNA 2011-12, grazie all'ammissione tramite wild-card. Si è qualificata al primo posto nella Conference Centro-Sud al termine della stagione regolare; ha poi perso nelle semifinali play-off contro la Aquila Basket Trento.
Il 27 luglio 2012 uno dei soci della società Napoli Basketball, l'amministratore Antonio Minopoli, annuncia l'accordo, a titolo personale, con la Pallacanestro Sant'Antimo per il trasferimento del diritto sportivo a partecipare alla Legadue FIP 2012-2013. La squadra, con la nuova realtà societaria di Pallacanestro Napoli, ha iniziato la stagione vincendo il primo turno della Coppa Italia di Legadue 2012-2013 e disputando le prime 3 partite di campionato. Tuttavia il 22 ottobre il Giudice Sportivo Nazionale ha escluso la società partenopea dal campionato, a causa del "mancato pagamento della prima rata dei contributi obbligatori previsti". In seguito alla decisione, il Giudice Sportivo ha anche imposto lo svincolo di tutti i giocatori tesserati; le 3 gare disputate in campionato sono state altresì annullate.
A seguito di tale decisione, la società ha presentato ricorso, poi respinto, forte dell'ingresso in società dell'investitore Maurizio Balbi.

## Roster 2012-2013
Roster aggiornato prima dell'esclusione dalla Legadue FIP 2012-2013.
|  | Naz.                   | Ruolo | Sportivo           | Anno | Alt. |  |  |
|  | ---------------------- | ----- | ------------------ | ---- | ---- |  |  |
|  | Italia (bandiera)      | A     | Marco Allegretti   | 1981 | 204  |  |  |
|  | Italia (bandiera)      | G     | Juan Marcos Casini | 1980 | 188  |  |  |
|  | Porto Rico (bandiera)  | P     | Denis Clemente     | 1986 | 185  |  |  |
|  | Italia (bandiera)      | G     | Marco Ceron        | 1992 | 195  |  |  |
|  | Italia (bandiera)      | A     | Joel Zacchetti     | 1982 | 208  |  |  |
|  | Italia (bandiera)      | P     | Antonello Ricci    | 1992 | 190  |  |  |
|  | Rep. Ceca (bandiera)   | AC    | Jiří Hubálek       | 1982 | 208  |  |  |
|  | Stati Uniti (bandiera) | A     | Andrew Warren      | 1987 | 195  |  |  |
|  | Italia (bandiera)      | A     | Raffaele Angelino  | 1988 | 192  |  |  |
|  | Italia (bandiera)      | A     | David Lončarević   | 1991 | 193  |  |  |

- Maurizio Bartocci - Allenatore